# Siły Obronne Izraela
Siły Obronne Izraela (właśc. Armia Obrony Izraela; hebr. ‏צָבָא הַהֲגָנָה לְיִשְׂרָאֵלⓘ‎, Cawa ha-Hagana le-Jisra’el; ang. Israel Defence Forces, w skrócie IDF; arab. ‏جيش الدفاع الإسرائيلي‎, trb. dżisz ad-Dfa` al-asraiili) – siły zbrojne państwa Izrael, znane pod hebrajskim akronimem Cahal (‏צה”ל‎).
Według rankingu SIPRI (2023) izraelskie siły zbrojne stanowią 15. siłę militarną świata, z rocznym budżetem obronnym w wysokości 27,5 mld dolarów (USD).
Siły Obronne Izraela składają się z trzech rodzajów sił zbrojnych: Wojsk Lądowych, Marynarki Wojennej i Lotnictwa. Dowództwo nad nimi sprawuje szef Sztabu Generalnego Sił Obronnych Izraela (hebr. ‏רֹאשׁ הַמַּטֶּה הַכְּלָלִי‎), który podlega Ministrowi Obrony Izraela.
Liczebność sił zbrojnych wynosi 187 tysięcy żołnierzy oraz 445 tysięcy rezerwistów, dysponujących m.in. pojazdami pancernymi, samolotami i okrętami. Choć oficjalnie tego nie potwierdzono, Izrael jest w posiadaniu broni jądrowej, w liczbie – według zachodnich ekspertów – max. 500 głowic, które mogą być przenoszone m.in. przez rakiety średniego zasięgu Lance lub międzykontynentalne Jerycho-3 (patrz: broń jądrowa Izraela).

## Historia Sił Obronnych Izraela

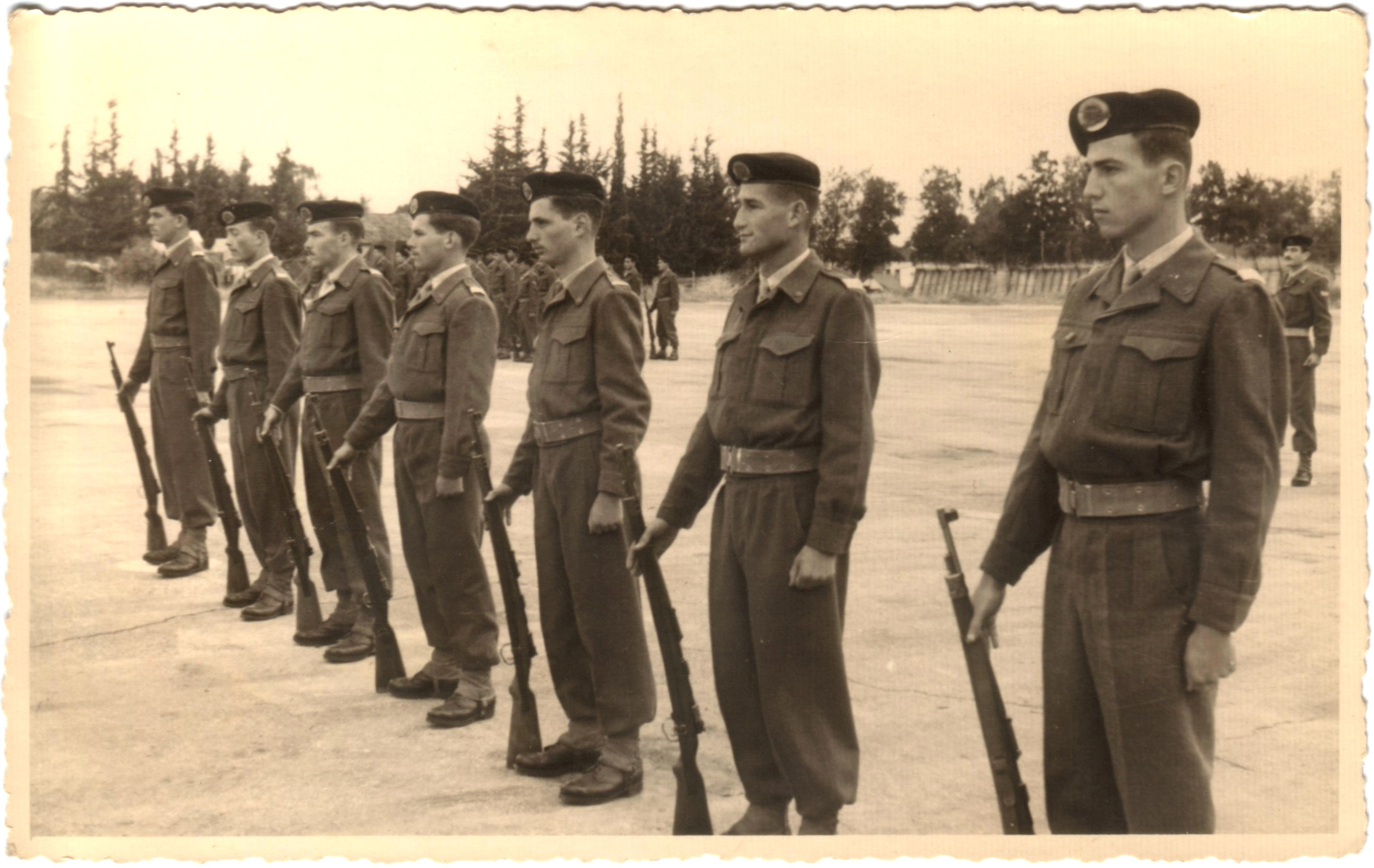
Żołnierze w mundurach z lat 60.

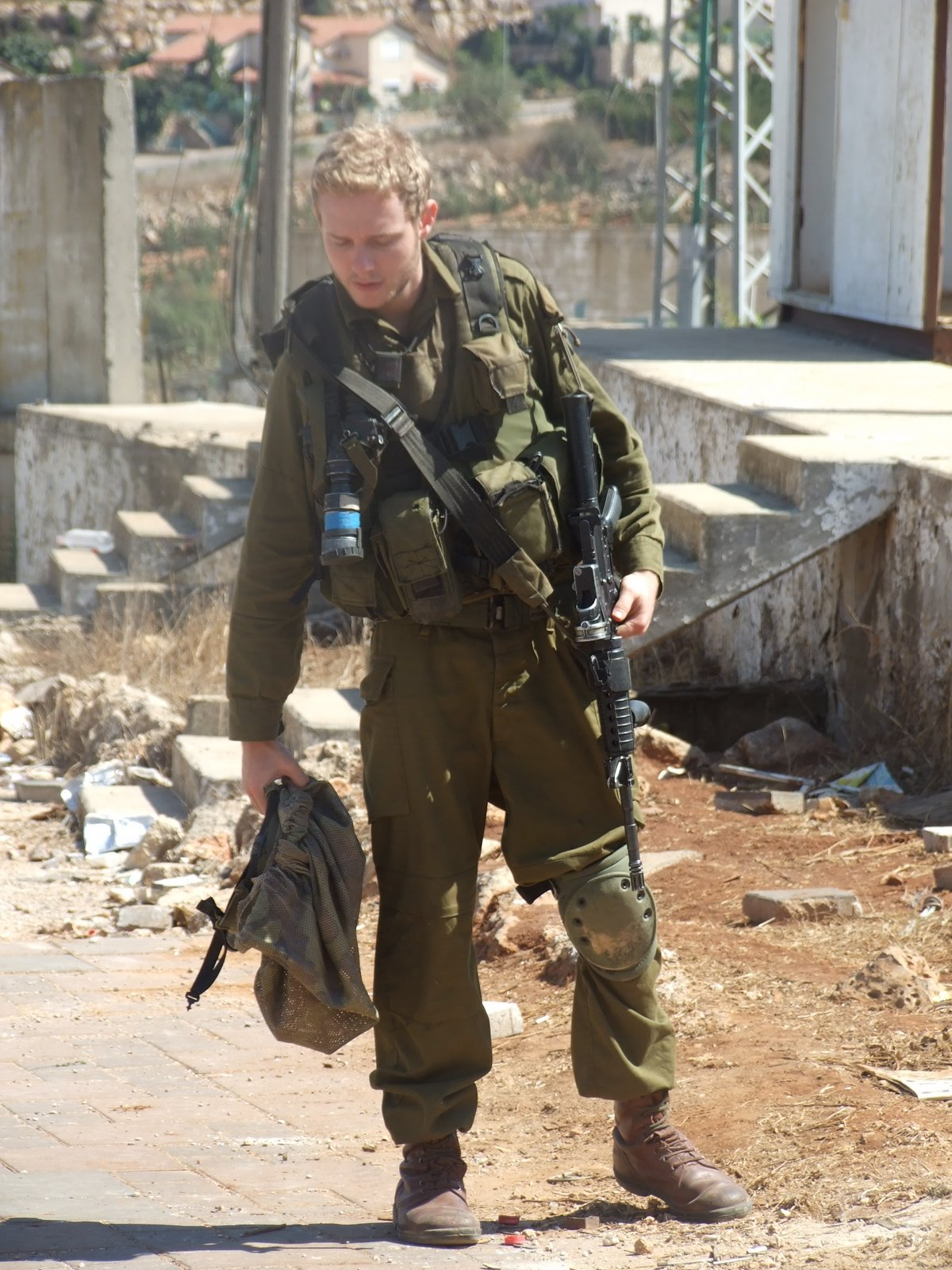
Żołnierz w mundurze współczesnym.

Początki Sił Obronnych Izraela sięgają swoimi korzeniami do żydowskich organizacji paramilitarnych tworzonych w obronie osiedli żydowskich w Palestynie, począwszy od drugiej alii (1904–1914). Pierwszą taką organizacją była utworzona 28 września 1907 roku Bar-Giora (hebr. בר גיורא). Została ona przekształcona w kwietniu 1909 roku w Ha-Szomer (hebr. השומר), która funkcjonowała do czasów Mandatu Palestyny. Haszomer była elitarną formacją paramilitarną, stworzoną głównie w celu obrony przed grupami przestępczymi, które usiłowały kraść majątek żydowskich osiedli. Podczas I wojny światowej w ramach Brytyjskiej Armii sformowano żydowskie jednostki Korpus Mułów Syjonu i Legion Żydowski. Po arabskich rozruchach w kwietniu 1920 roku przywództwo żydowskiego osadnictwa dostrzegło pilną potrzebę stworzenia ogólnokrajowej podziemnej organizacji zbrojnej, która mogłaby zapewnić bezpieczeństwo żydowskim osadnikom. W ten sposób 15 czerwca 1920 roku powstała Hagana (hebr. ההגנה). Podczas Rewolty arabskiej 1936 roku Hagana stała się w pełni zorganizowaną podziemną organizacją zbrojną, posiadającą trzy główne jednostki: Korpus Polowy (hebr. חי”ש, Hejl Ha-Sade) składający się z siedmiu brygad, Korpus Gwardii (hebr. חיל המשמר, Hejl ha-Miszmar) zajmujący się bezpośrednią ochroną osiedli, oraz kompanie szturmowe Palmach (hebr. פלמ”ח, Plugot Machac). Podczas II wojny światowej następcą Legionu Żydowskiego była Brygada Żydowska.
Izraelskie siły zbrojne zostały powołane do życia po utworzeniu niepodległego państwa Izrael. 28 maja 1948 pełniący obowiązki premiera i ministra obrony Dawid Ben Gurion wydał rozkaz wzywający do utworzenia Sił Obronnych Izraela i rozwiązania wszystkich innych żydowskich organizacji paramilitarnych. Rozkaz ten został wydany, pomimo że faktycznie Ben Gurion nie miał takiego prawa do czasu sformowania rządu w dniu 31 maja.
Podstawą do sformowania Sił Obronnych Izraela stała się Hagana. Dwie inne żydowskie organizacje zbrojne – Irgun i Lechi – początkowo nie zgodziły się dołączyć do państwowych sił zbrojnych i podjęły starania o samodzielne zakupy broni. Na tym tle wybuchł poważny konflikt, w wyniku którego doszło do zatopienia statku Altalena (22 czerwca 1948) i bezpośredniego starcia izraelskich żołnierzy z członkami Irgunu. Ostatecznie wszystkie żydowskie organizacje paramilitarne zostały rozwiązane lub przyłączone do sił zbrojnych. Pierwszym dowódcą Sił Obronnych Izraela został Ja’akow Dori.
Siły zbrojne były tworzone w bardzo trudnych warunkach wojny o niepodległość, którą Izrael prowadził ze swoimi arabskimi sąsiadami. Organizację dowództwa i strukturę podziału na korpusy powielono ze struktury organizacyjnej Hagany. Podczas tej wojny wystawiono dwanaście brygad piechoty i pancernych. Po wojnie część brygad przekształcono w jednostki rezerwowe, a inne zostały rozwiązane. W następnych latach izraelscy żołnierze prowadzili trudne walki z arabskimi fedainami, którzy napadali na Izrael z terytorium Jordanii i Egiptu. W ten sposób izraelskie siły zbrojne zdobywały doświadczenie w prowadzeniu wojny partyzanckiej. Pierwszym poważnym testem dla Sił Obronnych Izraela był kryzys sueski w 1956, podczas którego izraelskie brygady zmechanizowane szybkim taktycznym manewrem zajęły półwysep Synaj. Po wstrzymaniu walk Izrael wycofał swoje wojska z Synaju. Podczas wojny sześciodniowej w 1967 izraelska armia zajęła półwysep Synaj, Strefę Gazy, Zachodni Brzeg, Wschodnią Jerozolimę i Wzgórza Golan. Wojna ta całkowicie zmieniła równowagę sił w regionie, ukazując Siły Obronne Izraela jako najsilniejszą armię Bliskiego Wschodu. W następnych latach prowadzona była wojna na wyczerpanie, pojawiał się także coraz większy problem palestyńskiego terroryzmu.
Zaskoczenie wojną Jom Kipur w 1973 i jej konsekwencje, zmusiły Siły Obronne Izraela do całkowitej reorganizacji i zmiany podejścia do sposobów prowadzenia wojny. Zmieniono wówczas systemy szkolenia żołnierzy i dowództwa, koncentrując się na konfliktach o małej aktywności działań zbrojnych, metodach prowadzenia walki miejskiej i walce z terroryzmem. Doświadczenie to przydało się podczas wojny libańskiej w latach 1982–1985. Walka z terroryzmem była głównym celem działań podczas pierwszej intifady i intifady Al-Aksa. Zmuszało to izraelską armię do ciągłej przebudowy swojej struktury i poszukiwania nowych metod działania. Kolejnymi wyzwaniami okazały się II wojna libańska i operacja Płynny Ołów, w których izraelskie siły zbrojne walczyły z coraz silniejszymi organizacjami Hamasu i Hezbollahu.

## Zadania i struktura Sił Obronnych Izraela

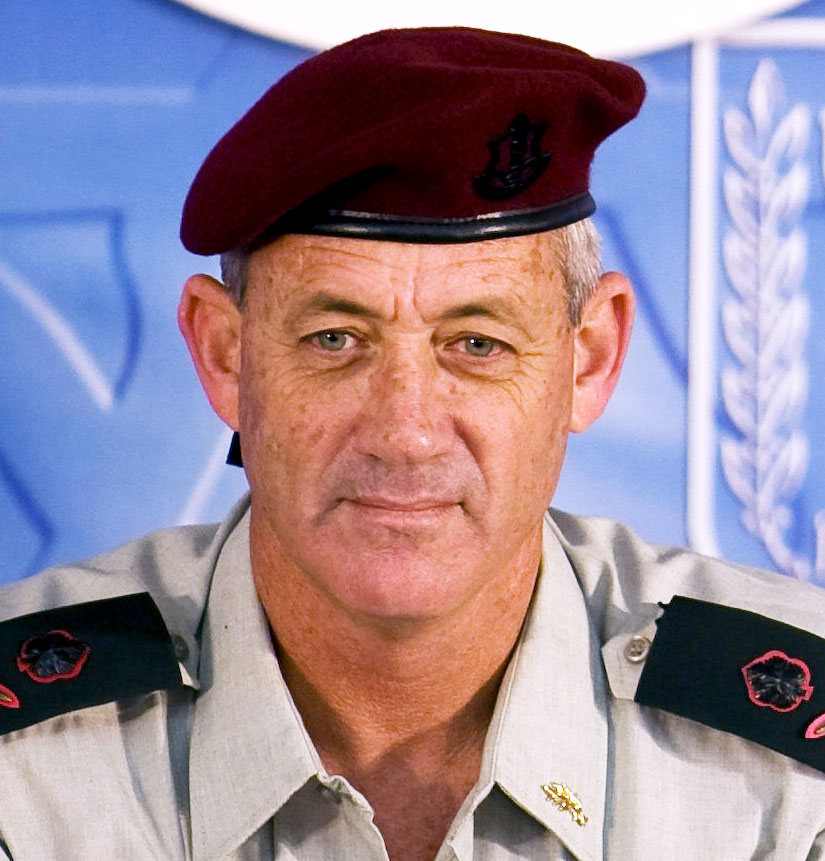
Szef Sztabu Głównego Sił Obronnych Izraela w latach 2011–2015, gen. Beni Ganc

Misją Sił Obronnych Izraela jest obrona istnienia, integralności terytorialnej i suwerenności państwa Izrael. Chronić mieszkańców Izraela i zwalczać wszelkie formy terroryzmu, które zagrażają codziennemu życiu.

### Zadania SOI
Siły Obronne Izraela cechuje rzadko spotykana w innych krajach o ustroju demokratycznym koncepcja „narodu pod bronią”, umożliwiająca szybką mobilizację stosunkowo dużej liczby żołnierzy. Przyjęcie tej koncepcji wymusiła przewaga ludnościowa sąsiednich narodów arabskich, z których niektóre odmawiają Izraelowi prawa do istnienia. Oficjalna izraelska doktryna wojskowa opiera się na następujących punktach:
- Izrael nie może sobie pozwolić na przegranie jakiejkolwiek wojny
- strategia defensywna, brak roszczeń terytorialnych
- dążenie do uniknięcia otwartego konfliktu zbrojnego poprzez działania polityczne i strategię odstraszania
- unikanie eskalacji konfliktów
- zażegnywanie ewentualnych niebezpieczeństw dla państwa w sposób szybki i zdecydowany
- zwalczanie terroryzmu[9].

### System dowodzenia
Siły Obronne Izraela nie mają instytucji naczelnego dowódcy. Jedna z Ustaw Zasadniczych dotycząca armii z 1976 przeniosła dowództwo nad armią na rząd. Tak więc Minister Obrony Izraela – zawsze cywil, choć często emerytowany oficer – jest najwyższym dowódcą SOI i uosobieniem cywilnej kontroli nad wojskiem. Gabinet musi każdorazowo wyrażać zgodę na główne wojskowe cele i operacje. W normalnych warunkach zajmuje się tym głównie Rada Bezpieczeństwa Narodowego i to na niej spoczywa główna odpowiedzialność. Cykliczne raporty dotyczące stanu wojska podawane są do wiadomości izraelskiego parlamentu – Knesetu, a te zajmujące się sprawami funduszy armii do Rady Finansowej.
Najwyższy rangą oficer SOI (formalnie uznawany za głównodowodzącego), jedyny wojskowy w stopniu generała-porucznika, jest jednocześnie szefem Sztabu Głównego, bezpośrednio odpowiedzialnym przed Ministrem Obrony. Od 15 stycznia 2019 funkcję na tym stanowisku pełnił raw alluf Awiw Kochawi. Po zakończeniu jego czteroletniej kadencji, 16 stycznia 2023 roku nowym szefem Sztabu został Herci Halewi. Sztab generalny zajmuje się „profesjonalnymi sprawami”, takimi jak organizacją, treningiem, planowaniem oraz wykonywaniem operacji wojskowych. Szef sztabu generalnego mianowany jest przez ministra obrony na okres 3 lat, która to kadencja może być skrócona lub przedłużona. Wewnątrz ministerstwa obrony najwyższy rangą oficer odpowiedzialny jest za produkcję obronną, infrastrukturę, budżet, a mimo to minister może interweniować we wszystkie dziedziny działalności armii.
Sztab Główny Sił Obronnych Izraela składa się z:
- ogólnego szefa personelu
- dowódców zasobów ludzkich, logistyki, wywiadu
- trzech dowódców terytorialnych
- dowódców sił powietrznych, marynarki i wojsk lądowych.

Dowódca sił lądowych odpowiedzialny jest za wyszkolenie, taktykę, wyposażenie i rozwój czterech korpusów wojsk naziemnych: piechoty, sił pancernych, artylerii i jednostek inżynieryjnych. Kontrola operacyjna nad wyżej wymienionymi siłami wywodzi się od szefa sztabu, któremu podlegają dowódcy trzech obszarów strategicznych: Północnego (oddziały skierowane do obrony przeciwko ewentualnemu atakowi z terenu Syrii i Libanu), Centralnego (oddziały przeciwko Jordanii) i Południowego (skierowane przeciwko Egiptowi); dowodzą oni dywizjami i brygadami. Marynarka wojenna i siły lotnicze nie są traktowane jako całkowicie autonomiczne rodzaje sił zbrojnych, jednakże zarówno lotnictwo (Chejl ha-Awir), jak i oddziały morskie (Chejl ha-Jam) zawsze cieszyły się większą swobodą, niż jest to zapisane w jakichkolwiek dokumentach. Ich dowódcy mają status najwyższych doradców szefa sztabu. Wraz z dowódcami poszczególnych stref obrony lądowej posiadają oni rangę dwugwiazdkowych generałów.

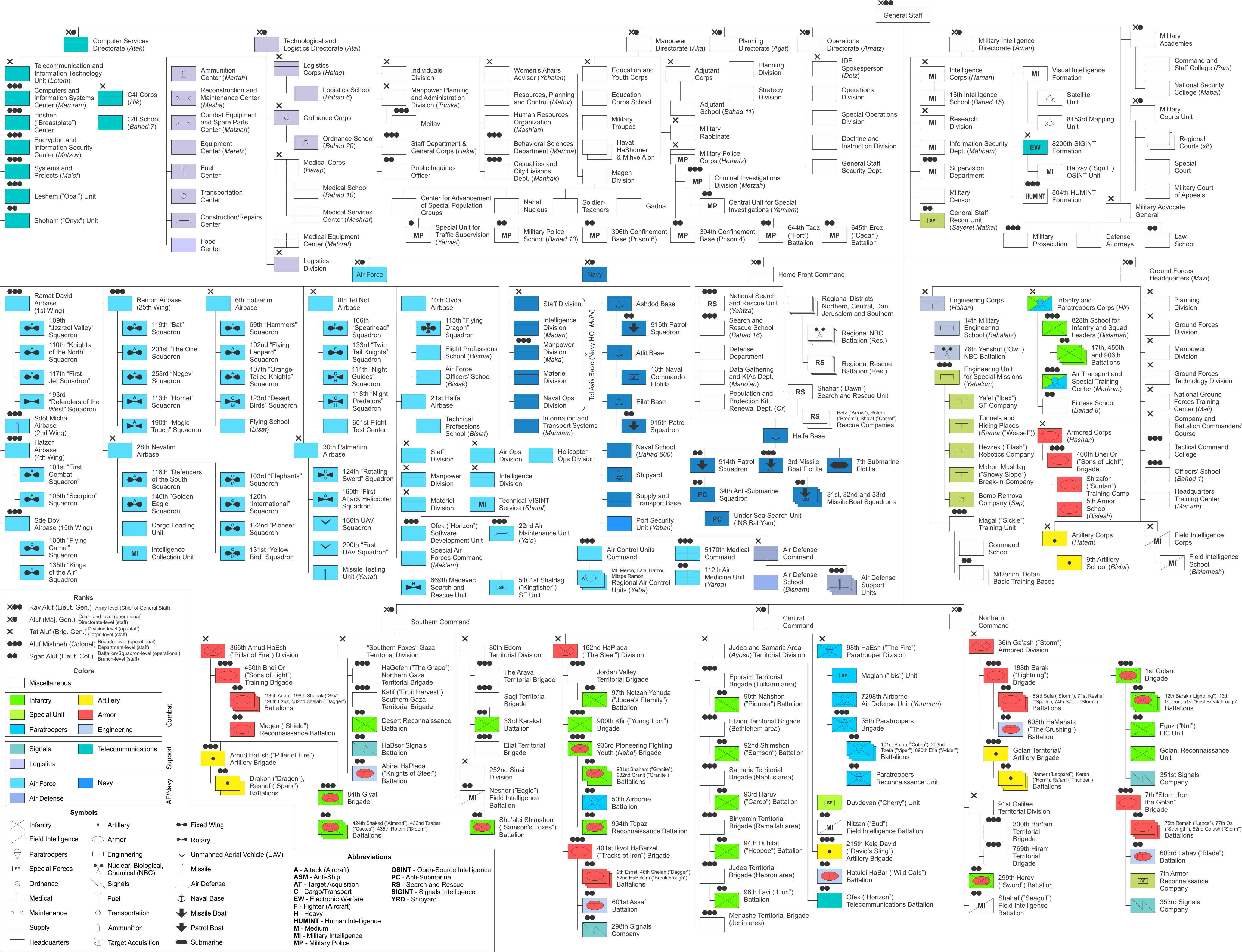
Struktura Sił Obronnych Izraela

### Siły Lądowe
W 1988 Międzynarodowy Instytut Studiów Strategicznych w Londynie ustalił wielkość sił naziemnych na 175 tys. żołnierzy, w czym 16 tys. żołnierzy zawodowych. Dodatkowo 430 tys. mężczyzn i kobiet było regularnie szkolonymi rezerwistami, których ewentualna pełna mobilizacja zajmowała maksymalnie 72 godziny. Sztaby dowódcy każdego z trzech obszarów strategicznych podzielone są na gałęzie odpowiedzialne za zasoby ludzkie, operacje, trening i dostawy. Zakres władzy każdego z takich oficerów rozszerzony jest na oddziały wojskowe zajmujące się obroną obszaru, włączając w to zabezpieczenie wiosek, zwłaszcza tych znajdujących się niedaleko ewentualnej linii frontu. W czasie wojny dowódcy stref zajmują się również koordynacją działań jednostek powietrznych i morskich znajdujących się w obszarach ich zwierzchnictwa.
Siły pancerne składają się z trzech dywizji pancernych, każda z nich złożona z dwóch brygad pancernych i jednej brygady artylerii, plus jedna brygada pancerna i jedna piechoty zmechanizowanej gotowe do mobilizacji. Dostępnych jest także pięć niezależnych brygad piechoty zmechanizowanej. Rezerwy taktyczne składają się z dziewięciu dywizji pancernych, jednej mobilnej drogą lotniczą oraz z dziesięciu brygad piechoty rozlokowanej dla ochrony granic. W praktyce układ oddziałów jest bardzo łatwo zmienić w zależności od sytuacji strategicznej, nie stanowi problemu ewentualne przeniesienie jakiegoś oddziału do strefy, w której jest on potrzebny, nawet jeśli znajduje się ona daleko od miejsca pierwotnego stacjonowania danej jednostki.
Od wojny sześciodniowej w 1967 brygada jest podstawową jednostką armii izraelskiej, a dowódcy owych oddziałów posiadają stosunkowo dużą autonomię. Szczególnie widoczne było to podczas starć zbrojnych, a pewna swoboda dowódców brygad stała się jedną z głównych zasad SOI. Między 1977 a 1987 armia izraelska zmieniła układ sił w wojskach pancernych, co spowodowane było wzrostem liczby czołgów. Zredukowano liczbę brygad piechoty, zwiększając jednocześnie liczbę brygad pancernych z 20 do 33 w czasie mobilizacji. Lądowe oddziały armii izraelskiej posiadają prawie 4 tys. czołgów w tym: 1280 czołgów Merkawa, 300 M60A4, 600 M60A3, 400 M60, 250 M48A5, 800 Centurion, 100 T-62, 200 czołgów T-55, oraz około 11 tys. innych pojazdów opancerzonych. Daje to liczbę równą połączonym armiom Egiptu, Syrii i Jordanii.
Większość z wymienionych oddziałów rozmieszczonych jest na północnych i wschodnich obszarach przygranicznych w gotowości na ewentualny atak z terenów Jordanii, Syrii i Egiptu. Zaraz po tym, jak w lipcu 1985 Siły Obronne Izraela wycofały się z południowego Libanu, więcej niż sześć syryjskich dywizji zostało skoncentrowanych w rejonie Wzgórz Golan. SOI odpowiedziały konstruując kilka linii obronnych złożonych z min i zapór przeciwczołgowych na Golanie, a także poprzez koncentrację oddziałów piechoty i wojsk pancernych niedaleko granicy. Jednocześnie wzmocniono kontrolę skierowaną przeciwko nielegalnym jej przekroczeniom.

### Marynarka Wojenna
Izraelska marynarka wojenna jest to najmniejsza liczebnie część składowa armii izraelskiej – według danych z 1988 składała się ona z ok. 1 tys. oficerów i 8 tys. żołnierzy, w tym 3,2 tys. poborowych. Marynarka doskonale spełniła pokładane w niej nadzieje podczas wojny Jom Kipur w 1973, kiedy to udało jej się zatopić osiem arabskich okrętów torpedowych, nie tracąc przy tym żadnego. Wkrótce potem Syria otrzymała od ZSRR nowe, nowocześniejsze jednostki na miejsce zniszczonych. Podobnie było z Egiptem, który – dysponując flotą złożoną ze 140 okrętów w 1988 – przewyższał Izrael pod tym względem. Pomimo tego równowaga sił została zachowana za sprawą zaawansowania technologicznego jednostek izraelskich.
W latach 80. i 90. XX wieku wykorzystywanie morza jako środka transportu dla przerzutów broni m.in. dla Organizacji Wyzwolenia Palestyny zwróciło uwagę na konieczność zabezpieczenia wybrzeża. W 1993 do służby wprowadzono zbudowane w USA w oparciu o izraelski projekt korwety typu Sa’ar 5 wyposażone w rakiety Harpoon i Gabriel, a także zdolne do zabrania na pokład helikoptera (typu SA-366G Dauphin, Kaman SH-2F, lub Sikorsky S-76N – możliwe jest również przenoszenie dwóch śmigłowców z tym, że jeden podczas postoju znajduje się na lądowisku, a nie w hangarze okrętu).

W latach 1999–2000 do służby weszły trzy zbudowane w Niemczech okręty podwodne klasy Dolphin (INS „Dolphin”, INS „Lewiatan” oraz INS „Tekuma”).

W 2005 roku Izrael zamówił dwa dodatkowe okręty podwodne, z których jeden został przekazany w 2012 (INS Tannin), a drugi został dostarczony w 2013 (INS Rahav). Te dwa nowe okręty podobne są do wysoko zaawansowanej niemieckiej U212 łodzi podwodnej i wyposażone w napęd niezależny od powietrza – System AIP. 11 marca 2012 Izrael i Niemcy podpisały umowę na budowę i dostawę szóstego okrętu podwodnego.
W 2014 flota izraelska składała się z: 3 korwet rakietowych typu Sa’ar 5, 8 kutrów rakietowych klasy Sa’ar 4,5, 3 okrętów podwodnych typu Delfin i 2 okrętów podwodnych typu Super Delfin, 15 łodzi patrolowych klasy Dabur, 19 szybkich kutrów patrolowych klasy Super Dvora Mk II, 2 szybkich kutrów patrolowych klasy Shaldag, 3 łodzi patrolowych klasy Stingray Interceptor-2000, 8 łodzi patrolowych klasy Tzir'ah oraz jednostek pomocniczych i łodzi wykorzystywanych przez jednostki specjalne – komandosów.
Flota operuje w dwóch niepołączonych strefach – Morzu Śródziemnym (główne porty to Hajfa i Aszdod) i w Zatoce Akaba (port wojskowy w Ejlacie). Pierwsze jednostki typu Reshef stacjonowały na Morzu Czerwonym, ale zostały przetransportowane (opływając Przylądek Dobrej Nadziei) na Morze Śródziemne – powodem stał się zwrot Synaju Egiptowi.
W skład Marynarki Wojennej Izraela wchodzi także 13. Flotylla – elitarna jednostka komandosów marynarki wojennej, która specjalizuje się w akcjach morsko-lądowych, zwalczaniu terroryzmu, operacjach dywersyjnych, wywiadem morskim oraz akcjach ratowania i odbijania zakładników na morzu i lądzie. Wykorzystuje ona wszystkie dostępne okręty i łodzie oraz także lekkie samoloty i śmigłowce. Dzięki temu oddziały te mogą być transportowane do niemal każdego miejsca na wybrzeżach wschodniego Morza Śródziemnego i Morza Czerwonego.

### Lotnictwo
Siły Powietrzne Izraela uchodzą za jedne z najlepszych sił powietrznych świata, a ich potencjał bojowy – mimo stosunkowo niewielkiej liczebności – przewyższa (ze względu na wyższą jakość sprzętu, a przede wszystkim lepsze wyszkolenie) potencjał wojsk lotniczych państw ościennych, co udowodniły w serii wygranych konfliktów zbrojnych z państwami arabskimi w ciągu minionych sześćdziesięciu lat, w których zadawały przeważającym liczebnie wrogom straty proporcjonalnie większe od własnych.
W 2008 w siłach powietrznych służyło około 34 tys. żołnierzy. Ponadto ok. 55 tys. rezerwistów w każdej chwili może być powołanych pod broń. Izrael posiada około 400 odrzutowych samolotów bojowych pierwszej linii, są to: wielozadaniowe myśliwce F-16 i stealth F-35 oraz większe i cięższe myśliwce F-15. Ponadto kilkaset samolotów typu A-4 Skyhawk, F-4 Phantom i Kfir jest w rezerwie. Siły lotnicze wyposażone są także w samoloty posiadające radary szybkiego ostrzegania, transportowe, treningowe i helikoptery (m.in. Apache).

### Broń atomowa
Właściwie pewne jest, że Izrael posiada arsenał jądrowy, który jest niezwykle ważnym elementem stosowanej przez niego doktryny odstraszania. Jego dokładna wielkość nie jest znana, przypuszcza się jednak, iż wynosi pomiędzy ponad 400 a 500 głowic i zajmuje czwarte miejsce na świecie pod względem liczebności. Arsenał atomowy składa się najprawdopodobniej ze 108 artyleryjskich taktycznych pocisków nuklearnych ok. 20 kt, 116 głowic pięciokilogramowych, 80 sześciokilogramowych plutonowych głowic bojowych, 10 bomb uranowych, 50 termojądrowych o sile 1 megatony oraz z nieznanej liczby bomb neutronowych, walizkowych, minowych (nuklearne miny), i 200-kilogramowych głowic 100-kilotonowych, oraz głowic o sile 150/200/400-kt. Izrael dysponuje różnymi (strategiczna nuklearna triada) środkami przenoszenia broni masowej zagłady; lądowymi: trzema batalionami wyposażonymi w artylerię o kalibrze 173 mm i 203-milimetrową z atomową amunicją o zasięgu 72 km i sile 20 kt,
100 zmodyfikowanymi pociskami balistycznymi (ze średniego zasięgu na międzykontynentalny) typu Jerycho-2 B o zasięgu ok. 8000 km mogącymi przenieść jedną głowicę o mocy 1 Mt, lub 1000 kg konwencjonalną, oraz 50 pociskami Jerycho-3 o zasięgu 11 500 kilometrów i uzbrojonymi w zależności od konfiguracji w 3 głowice typu MIRV, sześć 100-kt głowic (Jerycho 3), lub jedną o mocy 1 megatony (Jerycho 2) bądź jedną 400-kt (Jerycho 3), oba te pociski są umieszczone na mobilnych wyrzutniach. Izraelska marynarka wojenna dysponuje sześcioma okrętami podwodnymi typu Dolphin wyposażonymi po 4 wyrzutnie pocisków manewrujących Popeye Turbo o zasięgu 1500 km i uzbrojonymi w ważące 200 kg 200-kt głowice atomowe.
Jedyny izraelski ośrodek atomowy, Dimona na pustyni Negew jest pilnie strzeżony. Pewną ilość informacji na ten temat ujawnił jeden z jego pracowników, Mordechaj Vanunu, który za ujawnienie tajemnic broni atomowej Izraela został osądzony i skazany na 18 lat więzienia.

### Formacje współpracujące
Z Siłami Obrony Izraela współpracują liczne formacje, które formalnie nie należą do jej struktury organizacyjnej. Są to: agencja wywiadowcza Mosad, służba bezpieczeństwa wewnętrznego Szin Bet i Rada Bezpieczeństwa Narodowego.
Dodatkowo z siłami zbrojnymi współdziałają: policja, straż graniczna, straż więzienna i straż Knesetu.

## Stopnie wojskowe, mundury i insygnia

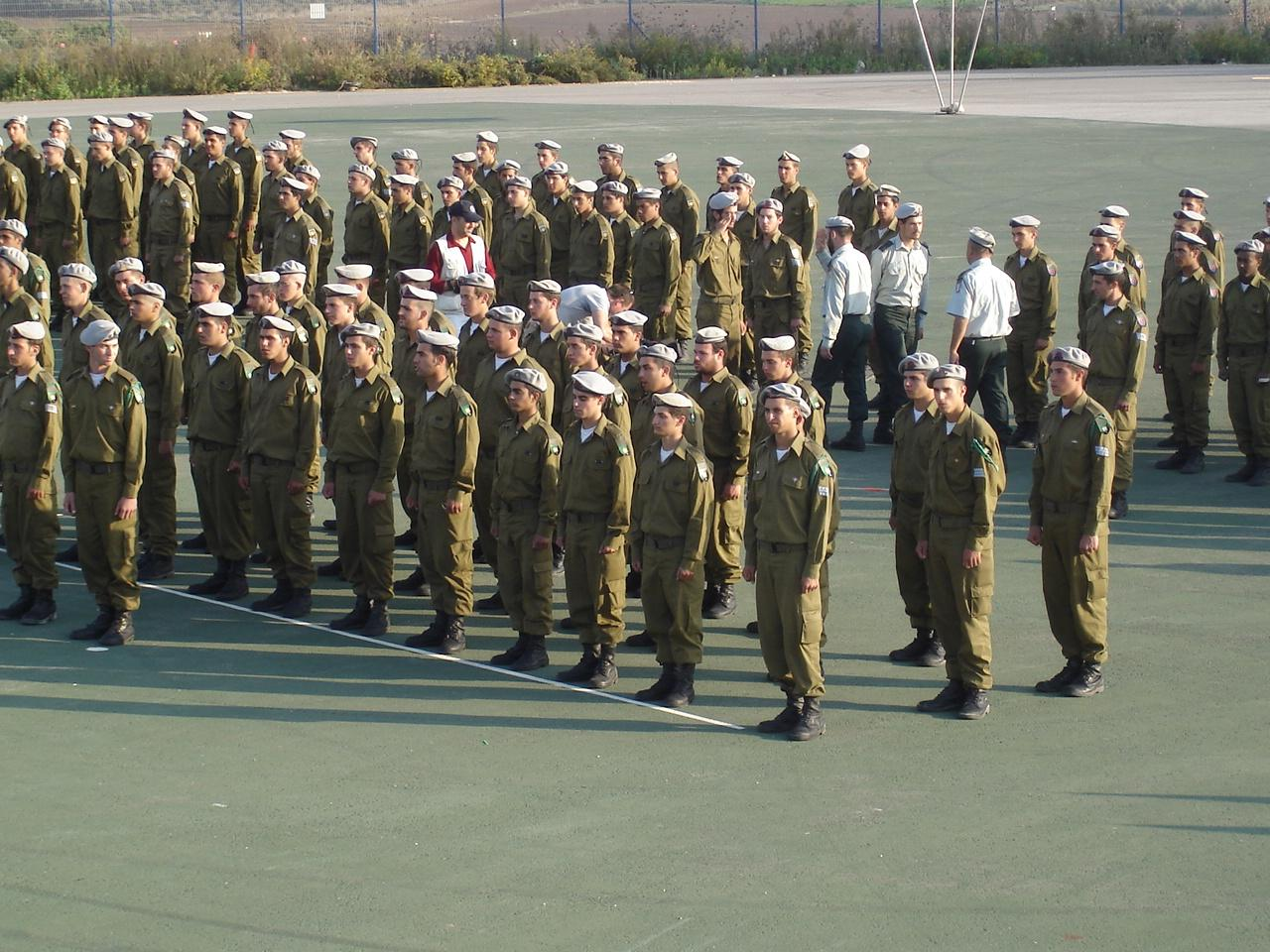
Żołnierze podczas uroczystości wojskowej

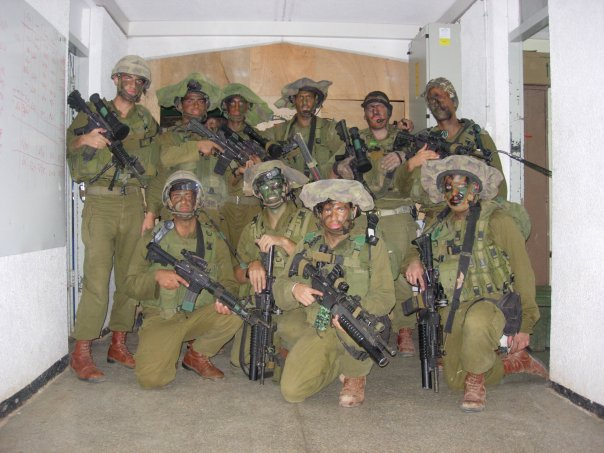
Żołnierze przed rozpoczęciem akcji bojowej

### Stopnie wojskowe
W odróżnieniu od większości armii świata Siły Obronne Izraela używają tych samych stopni wojskowych we wszystkich rodzajach sił zbrojnych, w tym w siłach powietrznych i marynarce wojennej. Większość stopni, w tym również niektóre oficerskie i podoficerskie, może być przyznanych w wyniku odbycia służby w rezerwie bez konieczności służby polowej lub szkolenia.
Oznaki stopni umieszcza się na mundurze. W Siłach Obronnych Izraela oznaki stopni nosi się na pagonach lub nakryciu głowy (czapce garnizonowej lub berecie). Żołnierze sił lądowych noszą dystynkcje w kolorze mosiądzu na czerwonym tle. Żołnierze sił powietrznych mają dystynkcje w kolorze srebrnym na niebieskim lub granatowym tle, i dodatkowo noszą złote pasy na rękawach mundurów. Marynarze noszą złote dystynkcje szyte na granatowym materiale.
Korpus poborowych
Najniższe stopnie wojskowe otrzymują żołnierze poborowi, którzy odbywają obowiązkową służbę wojskową:
- szeregowiec (turaj)
- kapral (raw turaj)
- sierżant (samal)
- starszy sierżant (samal riszon)

Korpus chorążych
Do korpusu chorążych wchodzą tylko żołnierze ochotnicy, przedłużający czas obowiązkowej służby wojskowej:
- sierżant pierwszej klasy (raw samal)
- starszy sierżant pierwszej klasy (raw samal riszon)
- sierżant major (raw samal mitkadem)
- chorąży (raw samal bachir)
- starszy chorąży (raw nagad)

Oficerowie Akademii
- zawodowy oficer akademii (kacin mikco’i akadema’i)
- starszy oficer akademii (kacin akadema’i bachir)

Korpus oficerski
- podporucznik (segen miszne)
- porucznik (segen)
- kapitan (seren)
- major (raw seren)
- podpułkownik (segan alluf)
- pułkownik (alluf miszne)
- generał brygadier (tat alluf)
- generał major (alluf)
- generał porucznik (raw alluf)

### Mundury

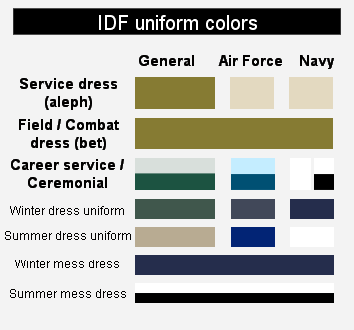
Kolory mundurów Sił Obronnych Izraela

Siły Obronne Izraela posiadają kilka rodzajów umundurowania:
- mundur roboczy (alef) – noszony codziennie podczas obsługi uzbrojenia, sprzętu technicznego oraz wykonywania prac gospodarczych,
- mundur polowy (bet) – noszony podczas szkolenia bojowego i walki,
- mundur wyjściowy – noszony przez oficerów oraz podczas uroczystości,
- mundury galowe – noszone tylko podczas pobytu oficerów poza granicą. Istnieje kilka rodzajów mundurów galowych, uzależnionych od rodzaju wojsk i pory roku.

Wszyscy pracownicy mundurowi sił naziemnych noszą mundury w kolorze oliwkowym, natomiast pracownicy marynarki wojennej i lotnictwa noszą mundury w kolorze beżowym. Mundury składają się z koszuli, spodni, bluzy, kurtki i butów. Przy mundurze kobiecym spódnica może zastąpić spodnie. Nakrycie głowy stanowią czapki, hełmy i berety. Kolor beretu jest uzależniony od rodzaju sił zbrojnych: siły powietrzne – kolor niebiesko-szary, korpus pancerny, piechota zmechanizowana i artyleria – czarny, piechota – oliwkowy, spadochroniarze – czerwony, saperzy – szary, oraz osobne dla Brygady Giwati – fioletowy, oraz Brygady Golani – brązowy. Niektóre jednostki posiadają niewielkie zmiany w umundurowaniu, np. żandarmeria wojskowa nosi białe pasy i czapki policyjne. Natomiast żołnierze niektórych jednostek specjalnych mogą być całkowicie zwolnieni z obowiązku noszenia munduru wojskowego.

### Insygnia wojskowe
Izraelscy żołnierze noszą trzy rodzaje insygniów wojskowych (odrębne od stopni wojskowych), które określają rodzaj sił zbrojnych, konkretną jednostkę oraz zajmowane stanowisko.
Nowi żołnierze, odbywający podstawowe szkolenie, nie noszą jeszcze żadnych insygniów wojskowych. Żołnierze pełniący służbę w sztabach powyżej poziomu korpusu, często noszą insygnia Sztabu Głównego, pomimo że oficjalnie do niego nie należą. Poszczególne jednostki są identyfikowane po insygniach noszonych na lewym ramieniu munduru. Większość jednostek posiada własne symbole. Odrębne insygnia określają stanowisko zajmowane przez żołnierza w jednostce, chociaż najczęściej są to potwierdzenia odbytych szkoleń lub kursów. Odrębne insygnia oznaczają, że żołnierz walczył w określonej wojnie.

### Flagi

Flaga Sił Obronnych Izraela
Flaga szefa sztabu Sił Obronnych Izraela
Flaga szefa sztabu Sił Obronnych Izraela (na morzu)
Flaga wojsk lądowych
Flaga Korpusu Pancernego
Flaga wywiadu Sił Obronnych Izraela
Flaga żandarmerii wojskowej
Flaga oddziałów logistycznych
Flaga Korpusu Piechoty
Flaga rabinatu Sił Obronnych Izraela
Flaga Korpusu Medycznego
Flaga Korpusu Edukacji
Flaga Korpusu Adiutantów
Flaga Korpusu C4I (łączności)
Flaga Korpusu Artylerii
Flaga Korpusu Inżynieryjnego
Flaga Korpusu Wywiadu Polowego
Flaga Obrony Cywilnej

## Budżet
W latach 1960–1966 Izrael przeznaczał na cele obronne średnio 9% PKB. Wydatki na obronność gwałtownie wzrosły po wojnach w 1967 i 1973. W 1980 osiągnęły rekordową wielkość 24% PKB, i od tego momentu zaczęły spadać do obecnej wielkości około 9% PKB (wydatki rzędu 15 miliardów dolarów) po podpisaniu traktatów pokojowych z Egiptem i Jordanią. Pomimo tej redukcji wydatków na obronność Izrael znajduje się w światowej czołówce państw na świecie, które wydają najwięcej pieniędzy na zbrojenia.
W dniu 30 września 2009 premier Binjamin Netanjahu, minister obrony Ehud Barak i minister finansów Juwal Steinitz zatwierdzili zwiększenie wydatków na obronność kraju. Decyzję tę podjęto ze względu na zwiększone zagrożenie ze strony Iranu. Ostatecznie parlament zatwierdził dwuletni budżet państwa, który zakłada rekordowe w historii Izraela wydatki na obronność. W 2009 budżet obronny otrzymał 48,6 mld NIS, a w 2010 53,2 mld NIS.

## Służba wojskowa

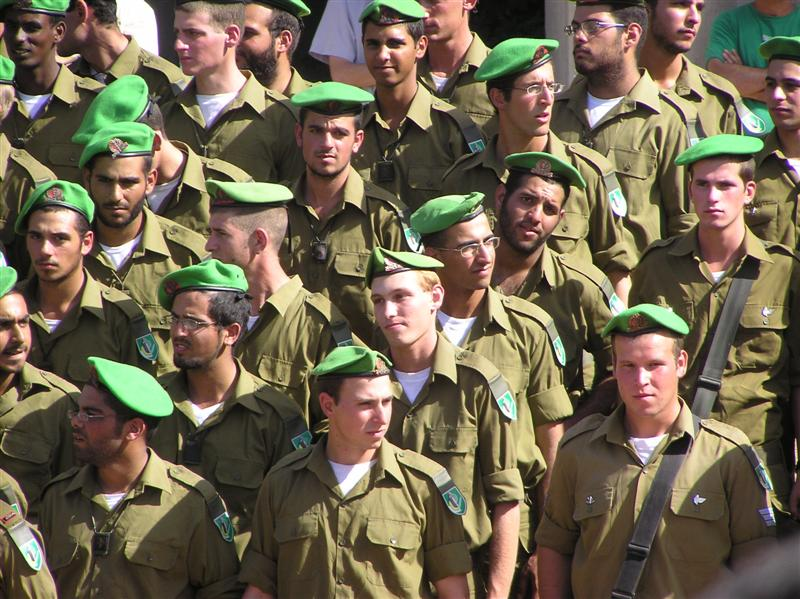
Żołnierze Brygady Nahal – pełniący służbę stałą

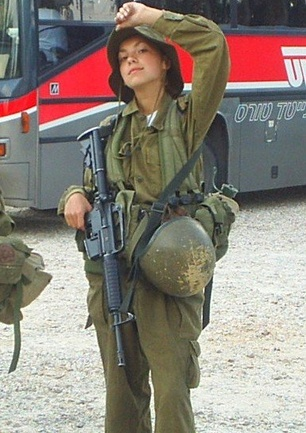
Izraelska żołnierka

Szkolenie przed-wojskowe odbywa się w ramach obowiązkowego programu Gadna, natomiast zasadnicza służba wojskowa w Izraelu odbywa się w trzech różnych zakresach:
- służba regularna (שירות חובה) – obowiązkowa służba wojskowa, które odbywa się według przepisów prawa izraelskich służb bezpieczeństwa.
- służba stała (שירות קבע) – ochotnicza zawodowa służba wojskowa, która odbywa się w ramach odrębnej umowy zawartej między armia a indywidualnym żołnierzem.
- służba rezerwowa (שירות מילואים) – służba wojskowa, w której obywatele państwa są powoływani na miesięczne szkolenia wojskowe każdego roku. W przypadku prowadzonych działań obronnych rezerwa jest powoływana do jednostek liniowych.

Dyrekcja Zasobów Ludzkich (hebr. אגף כוח אדם, Agaf Ko’ach Adam, w skrócie Aka) przy Sztabie Głównym, zajmuje się koordynacją zarządzania zasobami ludzkimi i ich rozmieszczeniem w Siłach Obronnych Izraela.

### Służba regularna
Powszechna służba wojskowa w Izraelu jest obowiązkowa dla wszystkich izraelskich obywateli powyżej 18. roku życia. Zwolnienie od obowiązkowej służby wojskowej dotyczy wyłącznie Arabów, ale nie Druzów – chociaż pewne wyjątki od reguły są czynione ze względów religijnych, zdrowotnych lub psychologicznych.
Nowi imigranci poniżej 18. roku życia w momencie przyjazdu do Izraela wciągani są na listy poborowe i powoływani do wojska w momencie osiągnięcia pełnoletniości. Nowo przybyli mężczyźni w wieku od 19 do 23 lat służą w skróconym okresie, a ci starsi niż 24 lata powoływani są tylko na 120-dniowe podstawowe szkolenie wojskowe. Imigrantki w wieku powyżej 19 lat są ze służby wojskowej zwolnione. Ci natomiast, którzy odbyli już służbę w armiach swoich poprzednich krajów, powoływani są na okresy krótsze niż zwykle trwająca służba.
Mężczyźni służą trzy lata, a kobiety dwa lata. Kobiety służące w jednostkach bojowych niekiedy służą trzy lata – wynika to z faktu dłuższego okresu szkolenia. Dotyczy to także szczególnych miejsc służby, takich jak np. programistów komputerowych i innych. Podczas szkolenia rekrutów odbywa się selekcja ewentualnych kandydatów do jednostek specjalnych. Każda brygada ma odrębne jednostki specjalne.

### Służba stała
Stała służba wojskowa jest przeznaczona dla żołnierzy, którzy po odbyciu regularnej służby zdecydują się na dalszą służbę w armii, w wielu przypadkach wybierając wojskową karierę zawodową. Służba stała opiera się na indywidualnej umowie zawieranej przez armię z żołnierzem. Kontrakt definiuje, jakie usługi będzie wykonywać żołnierz i przez jaki okres. Pod koniec trwania umowy istnieje możliwość przedłużenia kontraktu na dłuższy czas. W wielu przypadkach objęcie określonych stanowisk wojskowych jest możliwe wyłącznie dla żołnierzy zawodowych, którzy przechodzą dłuższe szkolenia wojskowe. Istnieją oddziały składające się wyłącznie z ochotników. Są to jednostki pilotów, „podwodniaków”, komandosów (uważanych przez światowych ekspertów za jedne z najskuteczniejszych tego typu – przykład Sajjeret Matkal w operacji Piorun) niektórych oddziałów zwiadowczych. Z powodu dużej liczby kandydatów konieczne było wprowadzenie szczegółowej i ostrej selekcji wszystkich chętnych. Pierwszeństwo jako takie ma w tej kwestii lotnictwo – służący w nim żołnierze to kandydaci najlepsi z możliwych. Poborowi mają także możliwość wskazania, do jakiej jednostki pragną trafić. Sztandarowym przykładem oddziału ochotniczego jest Brygada Golani, która odznaczyła się w konfliktach zbrojnych z 1973 i 1982.
Żołnierze pełniący służbę stałą otrzymują pełne wynagrodzenie, a po odbyciu określonej przepisami długości czasu służby uzyskują prawa do emerytury wojskowej. Emerytury wojskowe są przyznawane dużo wcześniej niż cywilnym obywatelom państwa.

### Służba rezerwowa
Po odbyciu regularnej służby wojskowej, Siły Obronne Izraela mogą powoływać mężczyzn-rezerwistów do:
- ćwiczenia rezerwy – trwające przez miesiąc raz w roku, do wieku 43-45 (po ukończeniu tego wieku ćwiczenia są dobrowolne)
- służba czynna – natychmiastowa mobilizacja w sytuacji kryzysu państwa.

W większości przypadków służba rezerwowa odbywa się w tych samych jednostkach wojskowych i z tymi samymi ludźmi, z którymi służyło się podczas służby czynnej. Zwiększa to więzi między żołnierzami, co przekłada się później na ich życie zawodowe w izraelskim społeczeństwie. W praktyce nie wszyscy odbywają coroczne szkolenia wojskowe, co wynika z zaniedbań jednostek lub indywidualnych zwolnień losowych. W sytuacji kryzysu nie istnieją zwolnienia losowe od powołania do służby czynnej. Doświadczenie minionych lat pokazuje, że jednostki rezerwowe osiągały stany osobowe wyższe od wymaganych do osiągnięcia sprawności bojowej.

### Służba kobiet
Poborowe służą w Kobiecych Korpusach Armii, znanych pod hebrajskim skrótem Chen. Po 5 tygodniach podstawowego treningu żołnierki zostają kierowcami, pielęgniarkami, radiooperatorkami, kontrolerkami lotów, instruktorkami kursów. Kobiety nie biorą udziału w bezpośrednich walkach zbrojnych od czasów wojny wyzwoleńczej w 1948 roku.
Standardy selekcji dla kobiet w armii izraelskiej są ze zrozumiałych powodów wyższe niż dla mężczyzn, a zwolnienia ze służby są o wiele częstsze. Powoływanych jest tylko ok. połowy z 30 tys. kobiet osiągających każdorocznie wiek poborowy. Co roku ze służby zwalniane jest niemal 20% z powodów religijnych, 10% dlatego że są mężatkami, a większość z pozostałych 20% nie spełnia wymagań. Ustawa przyjęta przez IX Kneset w 1978 zapewnia kobietom prawo do zwolnienia ze służby z powodów religijnych jedynie po podpisaniu deklaracji przywiązania do ortodoksyjnych wartości i praktyk. Wzmogło to kontrowersje i obawy przed tym, czy taka „furtka” nie otworzy drogi dla kobiet niereligijnych, które będą chciały po prostu uchylić się o obowiązku i w efekcie nie osłabi to SOI. Z tego powodu kobiety zwolnione z powodów religijnych muszą wypełnić służbę, pracując w placówkach opieki socjalnej lub edukacyjnych. Taka służba zastępcza trwa tyle, ile zwykła służba wojskowa.

## Mniejszości w Siłach Obronnych Izraela

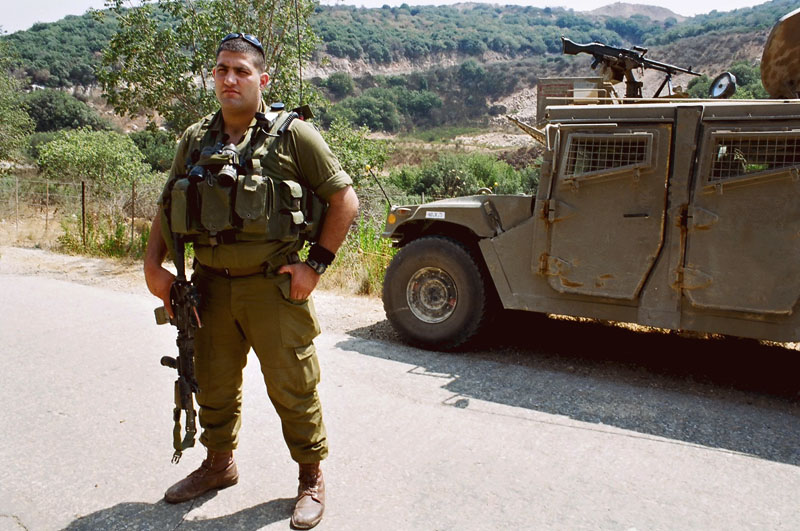
Druzyjski żołnierz

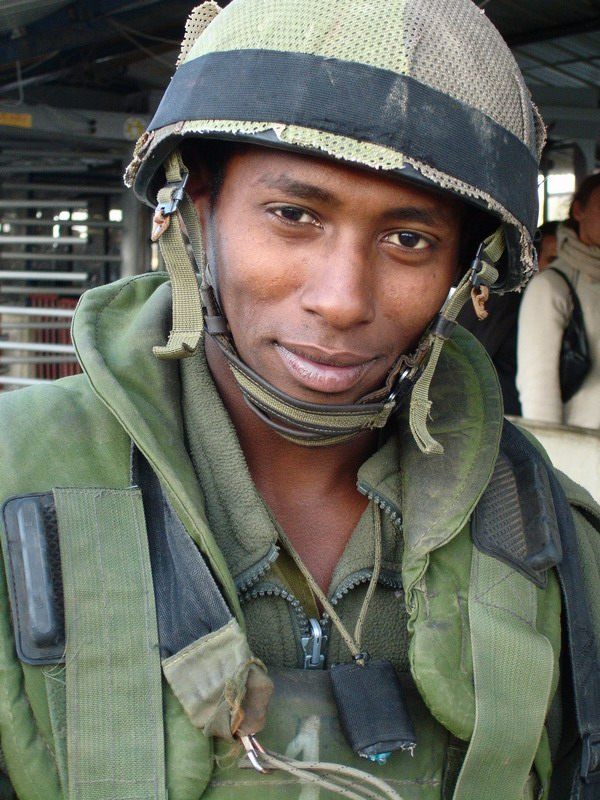
Etiopski Żyd w izraelskiej armii

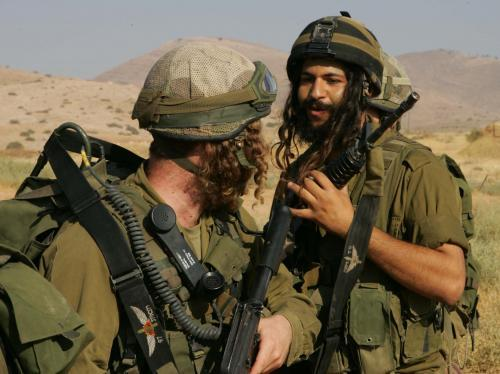
Ultra-ortodoksyjni Żydzi w piechocie

Początkowo w Siłach Obronnych Izraela istniała tendencja, aby nieżydowscy żołnierze służyli w kilku odrębnych jednostkach wojskowych, nazywanych jednostkami mniejszości lub Jednostka 300 – były to druzyjska jednostka rekonesansu i beduińska jednostka transportowa. W 1982 Sztab Główny postanowił zintegrować siły zbrojne poprzez otwarcie dostępu do innych jednostek dla mniejszości nieżydowskich. Jedynie korpus wywiadu i sił powietrznych pozostają zamknięte dla mniejszości.

### Druzowie i Czerkiesi
Mężczyźni Druzowie i Czerkiesi podlegają w Izraelu obowiązkowej służbie wojskowej. Początkowo służyli w odrębnej jednostce – batalion Herew. Jednakże od lat 80. XX wieku druzyjscy żołnierze protestowali przeciwko tej praktyce, która według nich była jawną segregacją odmawiającą im prawa dostępu do elitarnych jednostek wojskowych izraelskiej armii. Ostatecznie armia otworzyła dla Druzów dostęp do innych jednostek i umożliwiła im awans na wyższe stopnie oficerskie. W 1987 pierwszy Druz został mianowany generałem majorem. W 2005 pierwszy Druz ukończył kurs szkolenia pilota-nawigatora, jednak ze względów bezpieczeństwa jego tożsamość nie została ujawniona.

### Beduini i izraelscy Arabowie
Zgodnie z prawem izraelscy Arabowie podlegają obowiązkowej służbie wojskowej. Jednak minister obrony ma pełną swobodę w udzielaniu zwolnienia od służby dla poszczególnych obywateli lub grup obywateli. Długoterminową polityką Izraela jest utrzymywanie zwolnienia od obowiązkowej służby wojskowej dla izraelskich Arabów. Istnieje jednak możliwość odbycia ochotniczej służby, do której zachęcani są zwłaszcza Beduini. Służba ochotnicza jest także dostępna dla muzułmanów i chrześcijan.

### Etiopscy Żydzi
Felaszowie stopniowo stają się częścią izraelskiego społeczeństwa, i coraz częściej biorą udział w normalnym życiu religijnym, gospodarczym, politycznym, a także w służbie wojskowej. Odbycie służby wojskowej otwiera im nowe możliwości kariery zawodowej oraz dostęp do miejsc pracy, które wcześniej były dla nich zamknięte.

### Haredim
Należy wspomnieć o ultraortodoksach, studiujących w szkołach religijnych jesziwach, którzy są zwolnieni ze służby w armii. Jest to powodem licznych napięć między religijnymi a świeckimi społecznościami żydowskimi w Izraelu.
Ochotnicy haredim mają możliwość odbycia służby wojskowej w 97. batalionie piechoty „Yehuda Netzah”, w którym wszystko dostosowano do spełnienia religijnych wymogów życia codziennego ortodoksyjnych Żydów. Kobiety są dopuszczone do służby tylko po przedstawieniu dokumentów potwierdzających, że są żonami żołnierzy lub oficerów. W jednostce podaje się koszerne jedzenie i celebruje tradycyjne święta żydowskie.

### Osoby LGBT
Izrael jest jednym z 24 państw, które pozwalają homoseksualistom na służbę w wojsku. Od początku lat 90. XX wieku tożsamość seksualna nie stanowi formalnej przeszkody w odbyciu służby wojskowej.
Do lat 80. Siły Obronne Izraela usuwały ze służby żołnierzy, którzy otwarcie przyznawali się do orientacji homoseksualnej. W 1983 wydano zezwolenie na służbę, z wyłączeniem wywiadu i stanowisk z dostępem do ściśle tajnych informacji. W 1993 doszło na ten temat do burzliwej debaty parlamentarnej, po której armia została zmuszona wycofać się ze wszystkich ograniczeń wobec homoseksualistów.

## Zagraniczni wolontariusze
Siły Obronne Izraela przygotowały trzy programy dla zagranicznych wolontariuszy:
- Program Mahal (hebr. מח”ל, skrót od Mitnadvei Hutz LaAretz) – przeznaczony dla młodych żydów (mężczyzn w wieku poniżej 24, kobiet poniżej 21), którzy nie są obywatelami Izraela. Program zazwyczaj składa się z 16-miesięcznej służby wojskowej, które obejmuje 3-miesięczny kurs nauki języka hebrajskiego, szkolenie w jednostce bojowej i inne dodatkowe kursy. Jest możliwy wolontariat na dłuższy czas. Istnieją dwa osobne programy przeznaczone dla wyznawców judaizmu ortodoksyjnego: Mahal Nahal Haredi (16 miesięcy), i Mahal Hesder, który łączy badania w jesziwie ze służbą wojskową.
- Sar-El (hebr. שר-אל) – program dla osób nie będących obywatelami państwa Izrael, którzy mają 17. lat lub więcej. Program zazwyczaj składa się z 3-tygodni prac wolontariatu na terenie izraelskich baz wojskowych. Nie przewiduje on szkolenia wojskowego.
- Garin Tzabar – program przeznaczony przede wszystkim dla Izraelczyków, którzy wyemigrowali z rodzicami do Stanów Zjednoczonych w młodym wieku. Program rozpoczyna się pięcioma seminariami w kraju ich pochodzenia, a następnie okresem absorpcji w kibucu w Izraelu. Następnie przechodzi się szkolenie wojskowe.
- Marva (hebr. מרווה) – krótkoterminowe 2-miesięczne podstawowe szkolenie wojskowe.

## Stosunki zagraniczne

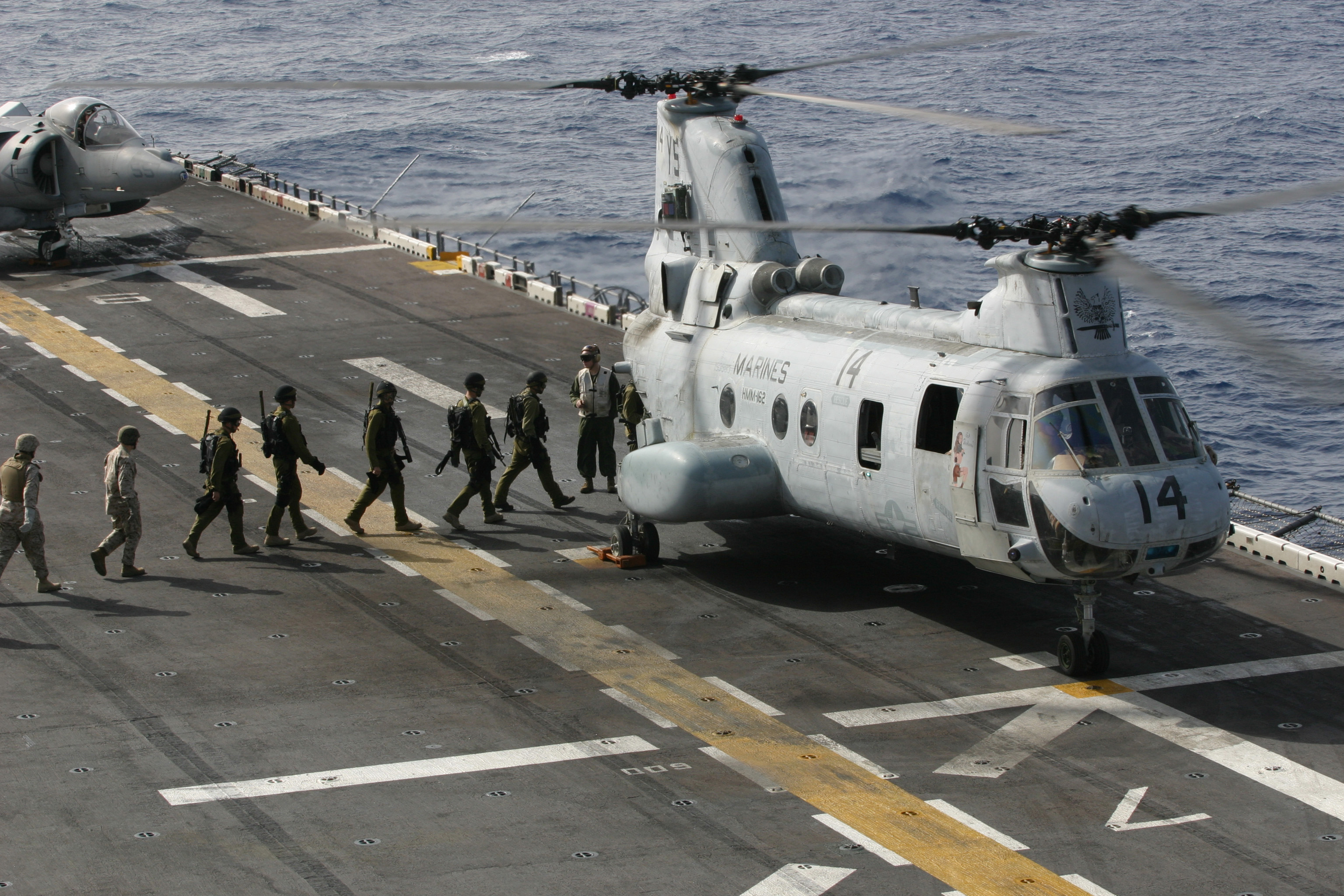
Izraelscy żołnierze podczas ćwiczeń na pokładzie lotniskowca USS „Kearsarge”

### Stany Zjednoczone
Stany Zjednoczone są strategicznym sojusznikiem Izraela. Od 1983 regularnie dwa razy do roku zbierają się wspólne amerykańsko-izraelskie grupy polityczno-wojskowe. Armia Stanów Zjednoczonych uczestniczy z Siłami Obrony Izraela we wspólnych ćwiczeniach wojskowych i sztabowych. Oba państwa współpracują ze sobą w dziedzinie wymiany informacji, technologii i rozwoju nowych rodzajów broni. Dodatkowo, Stany Zjednoczone utrzymują na terytorium Izraela dwa tajne magazyny ze sprzętem wojskowym i amunicją o wartości 493 milionów dolarów.
Od 1976 Izrael jest największym odbiorcą amerykańskiej pomocy zagranicznej. W 2009 Izrael otrzymał w ten sposób pomoc wojskową o wartości 2,55 miliarda dolarów – 26% tej kwoty musiała być przeznaczona na zakup sprzętu wojskowego w amerykańskim przemyśle zbrojeniowym.

### Indie
Indie są ważnym strategicznym i wojskowym partnerem Izraela. W 2006 współpraca wojskowa osiągnęła wartość 900 milionów dolarów. Izrael sprzedał Indiom między innymi systemy radarowe EL/M-2075, systemy obrony przeciwlotniczej oraz umożliwił dostęp do zaawansowanych technologii kosmicznych.

### Niemcy
Współpraca wojskowa Niemiec i Izraela jest dyskretna, dotyczy dziedzin wymiany informacji oraz technologii wojskowych. W niemieckich stoczniach wybudowano izraelskie okręty podwodne klasy Dolphin. Niemieckie silniki V12 są jednostkami napędowymi czołgów Merkawa Mk IV, a jego armata jest produkowana na licencji działa Rheinmetall 120 mm.

### Wielka Brytania
Współpraca wojskowa z Wielką Brytanią dotyczy głównie pozyskania nowoczesnych brytyjskich technologii wojskowych – wyposażenie korwet rakietowych klasy Sa’ar 4,5, uzbrojenie dla samolotów myśliwsko-bombowych F-4 Phantom oraz silniki dla samolotów bezzałogowych Elbit Hermes 450. Brytyjska sprzedaż broni do Izraela obejmuje również lekką broń, amunicję oraz części zapasowe do helikopterów, czołgów, transporterów opancerzonych i samolotów bojowych.

### Chiny
Izrael jest drugim pod względem wielkości sprzedaży zagranicznym dostawcą broni do Chińskiej Republiki Ludowej. Zawarte umowy obejmują sprzedaż bezzałogowych samolotów szpiegowskich, satelitów komunikacyjnych i innego różnorodnego sprzętu wojskowego.

### Inne państwa
Izrael utrzymuje także w mniejszym stopniu współpracę wojskową z Turcją, Czechami, Polską, Francją, Hiszpanią, Słowacją, Kanadą, Australią, Słowenią, Rumunią, Węgrami, Grecją, Belgią, Austrią, Gruzją, Serbią i innymi państwami.